# Norma McCorvey
Norma Leah McCorvey (ur. 22 września 1947 w Simmesport,  zm. 18 lutego 2017) – amerykańska aktywistka lepiej znana pod pseudonimem "Jane Roe", której wniosek do Sądu Najwyższego stał się powodem orzeczenia Roe v. Wade. 

## Życiorys
Norma, wychowywana najpierw w duchu kościoła zielonoświątkowców, potem w rodzinie Świadków Jehowy, nie ukończyła szkoły podstawowej. Po ucieczce z domu w wieku 16 lat wyszła za mąż za Woody'ego McCorveya; małżeństwo rozpadło się. Z mężem miała dwójkę dzieci: córkę Melissę, którą wychowywała matka Normy, i syna, którego oddała do adopcji. Jako 21 latka w 1969 roku ponownie zaszła w ciążę, ale nie mogła poddać się aborcji, bo prawo Teksasu dopuszczało ją tylko w przypadkach gwałtu i kazirodztwa. W 1970 roku Norma złożyła do sądu wniosek, w którym stwierdziła, że zakaz aborcji w Stanach Zjednoczonych jest niezgodny z konstytucją. 
Jej wniosek do Sądu Najwyższego stał się powodem orzeczenia Roe v. Wade. W wyniku tej sprawy aborcja została uznana w Stanach Zjednoczonych za legalną przez cały okres ciąży (z niewielkimi dopuszczalnymi ograniczeniami w ostatnich trzech miesiącach).
Wiele lat później Norma McCorvey wycofała swoje poparcie dla postulatu legalizacji aborcji i stała się działaczką pro-life. Według twórców filmu dokumentalnego "AKA Jane Roe" McCorvey została przekupiona przez organizacje antyaborcyjne, aby wspierała ich działania.